# TNT Sports (Brasil)
TNT Sports (anteriormente Esporte Interativo) es la marca utilizada por Warner Bros. Discovery en Brasil, para la transmisiones deportivas emitidas en los canales de la empresa (TNT y Space), principalmente de fútbol.
Fue fundado el 20 de enero de 2007, y hasta recientemente las principales competencias que emitía eran la UEFA Champions League, la Copa do Nordeste y el Campeonato Brasileño de Serie C.
Contó con los siguientes canales: Esporte Interativo, Esporte Interativo 2 y Esporte Interativo BR.
El 8 de junio de 2013, la revista Lauro Garden View anunció que Turner Broadcasting System compraría la mayoría de acciones del canal y sería el mayor propietario del mismo. Dos días más tarde, la compañía estadounidense anunció la adquisición del 20% de la canal. El acuerdo costó alrededor de R$£80 millones (unos $25 millones de dólares estadounidenses). Aunque el monto invertido por Turner se considera alto, responde una la demanda directa de la empresa para establecerse en contenido deportivo brasileño.
En 2018, el canal dejó de operar y los eventos deportivos de Turner pasaron a emitirse en los canales TNT y Space.
La marca TNT Sports Brasil comenzó a utilizarse el 17 de enero de 2021.

## Eventos
Fútbol
- UEFA Champions League
- Supercopa de la UEFA
- Liga Juvenil de la UEFA
- Primera División de Chile
- Copa Chile
- Campeonato Paulista
- Campeonato Paulista A2
- Campeonato Paulista Sub-20
- Campeonato Paulista Femenino
- Major League Soccer[4]

Otros deportes
- NBA
- Liga Brasileña de Free Fire
- Kick-off Electronic League
- All Elite Wrestling

## Periodistas
Conductores
- Pedro Certezas
- Taynah Espinoza

Relatores
- André Henning
- Jorge Iggor
- Octavio Neto
- Túlio Ligeiro
- Víctor Lopes

Comentaristas
- Bruno Formiga
- Gabriel Simões
- Giovanna Kiill
- Mauro Beting
- Ricardinho Martins
- Vitor Sérgio Rodrigues
- Walace Borges

Repórteres (Brasil)
- Aline Nastari
- Monique Danello
- Priscila Senhorães
- Rodrigo Fragoso

### Corresponsales
- Arthur Quezada (Corresponsal en Portugal)
- Clara Albuquerque (Corresponsal em Francia)
- Fred Caldeira (Corresponsal en Inglaterra)
- Marcelo Bechler (Corresponsal en Barcelona)
- Tatiana Mantovani (Corresponsal en Madrid)

## Logotipos

2021-2024
Desde 2024